# 圣心耳舒拉学园短期大学
圣心耳舒拉学园短期大学（日语：／ Seishin Ursula Gakuen Tanki Daigaku *），简称耳舒拉（ウルスラ），是過去一所位于日本宫崎县延冈市的私立短期大学。

## 概要

### 简介
- 学校最早可以追溯到1955年。短期大学为于1967年开办[1]、由学校法人圣心耳舒拉学园经营、来源于意大利的天主教会[1]。开始招収男学生于1999年[1]、招生到2009年[1]、停办于2011年[1]。

### 历史
- 1967年 绿之丘学园短期大学成立并同时设置家政科[1]。
- 1969年 幼儿教育学科成立。家政科更名为家政学科、分离为家政专攻和食物荣养专攻[1]。
- 1972年 短期大学更名为绿之丘学园延冈短期大学[1]。
- 1992年 家政学科家政专攻停办。家政学科食物荣养专攻更名为食物荣养学科[1]。
- 1999年 开始招收男学生[1]。
- 2009年 招生最后[2]。
- 2011年 停办[3]。

## 学校环境
- 校区：在宫崎县延冈市

## 历任校长
- 佐田荣子：最后短期大学校长[4]。

## 组织

### 学科
- 食物荣养学科
- 幼儿教育学科

### 前学科
- 家政学科[注 1]

### 专科
| - 没有 |

### 业余课程
| - 没有 |

## 相关链接
- 日本短期大学列表